# Ruszenice (gromada)
Ruszenice – dawna gromada, czyli najmniejsza jednostka podziału terytorialnego Polskiej Rzeczypospolitej Ludowej w latach 1954–1972.
Gromady, z gromadzkimi radami narodowymi (GRN) jako organami władzy najniższego stopnia na wsi, funkcjonowały od reformy reorganizującej administrację wiejską przeprowadzonej jesienią 1954 do momentu ich zniesienia z dniem 1 stycznia 1973, tym samym wypierając organizację gminną w latach 1954–1972.
Gromadę Ruszenice z siedzibą GRN w Ruszenicach utworzono – jako jedną z 8759 gromad na obszarze Polski – w powiecie opoczyńskim w woj. kieleckim, na mocy uchwały nr 13g/54 WRN w Kielcach z dnia 29 września 1954. W skład jednostki weszły obszary dotychczasowych gromad Ruszenice, Ruszenice A, Widuch, Afryka, Dąbie, Ławki, Klew A i Młynek ze zniesionej gminy Machory w tymże powiecie. Dla gromady ustalono 9 członków gromadzkiej rady narodowej.
Gromadę zniesiono 31 grudnia 1959, a jej obszar włączono do gromad Marcinków (wieś Widuch i osadę Wójtówka Dębiny) i Skórkowice (wsie Ruszenice i Młynek, kolonie Ruszenice A, Afryka, Dąbie, Ławki, Klew A, Emilin, Młynek Machorowski i Błonie Fryszerka, osadę Ruszenice Fryszerka oraz parcelację Klew).